# Rhino Bucket
Rhino Bucket är en hårdrocksgrupp från USA som bildades 1988 i stadsdelen Van Nuys i Los Angeles. Deras genomslag kom 1994 när deras låt "Ride With Yourself" var med i filmen Waynes World. Den mest kända medlemmen är Simon Wright som har spelat trummor i bland annat AC/DC och Dio.

## Medlemmar
Senaste medlemmar
- Georg Dolivo – sång, rytmgitarr (1986–2018)
- Reeve Downes – basgitarr, bakgrundssång (1986–2018)
- Brian "Damage" Forsythe – sologitarr, bakgrundssång (1998–2018)
- Dave DuCey – trummor (2012–2018)

Tidigare medlemmar
- Greg Fidelman (Fields) – sologitarr, bakgrundssång (1986–1996)
- Rick Kubach – trummor (1986–1989)
- Liam Jason (Jackie Enx) – trummor (1989–1993, 2006–2010)
- Simon Wright – trummor (1993–1996, 2007–2009, 2011, 2012)
- Rick Marty – sologitarr, bakgrundssång (1999–2000)
- Dusty Watson – trummor (1999–2012)
- Anthony "Tiny" Biuso – trummor (1999–2010)

## Diskografi
Studioalbum
- Rhino Bucket (1990)
- Get Used to It (1992)
- Pain (1994)
- And Then It Got Ugly (2006)
- The Hardest Town (2009)
- Who's Got Mine? (2011)
- The Last Real Rock N' Roll (2017)

Livealbum
- Sunrise on Sunset Blvd.: Live at the Coconut Teaszer (2013)

EP
- Live at the Coconut Teaszer (1990)

Singlar
- "One Night Stand" (1990)
- "Beat to Death Like a Dog" (1992)

Samlingsalbum
- No Song Left Behind (2007)
- Pain & Suffering (2007)